# Musa Audu
Musa Audu, född den 18 juni 1980, är en nigeriansk friidrottare som tävlar i kortdistanslöpning.
Audu har inga individuella meriter från något internationell mästerskap. Däremot deltog han tillsammans med James Godday, Enefiok Udo-Obong och Saul Weigopwa vid Olympiska sommarspelen 2004 där laget blev bronsmedaljörer i stafetten över 4 x 400 meter, efter USA och Australien.

## Personliga rekord
- 400 meter - 45,98